# Stará Lhota (Vidice)
Stará Lhota je zaniklá vesnice, součást obce Vidice v okrese Kutná Hora. Nacházela se v údolí řeky Vrchlice, východně od Nové Lhoty. Ve 20. století byla zatopena vodní nádrží Vrchlice.

## Historie
Vesnice je poprvé zmiňována ve 14. století. Po roce 1850 byla součástí Roztěže, která byla v roce 1960 připojena k Vidicím. V letech 1966–1970 byla na řece Vrchlici vybudována vodní nádrž Vrchlice, jež byla do roku 1974 napuštěna. Stará Lhota byla zbořena a místo, kde stála, bylo z většiny zatopeno. Jako evidenční část obce byla zrušena k 1. říjnu 1969.

## Obyvatelstvo
| 1869 | 1880 | 1890 | 1900 | 1910 | 1921 | 1930 | 1950 | 1961 | 1970 | 1980 | 1991 | 2001 | 2011 |
| ---- | ---- | ---- | ---- | ---- | ---- | ---- | ---- | ---- | ---- | ---- | ---- | ---- | ---- |
| 138  | 119  | 111  | 122  | 96   | 83   | 82   | 25   | 24   | —    | —    | —    | —    | —    |